# Chioma di Berenice (Borghi)
La Chioma di Berenice è una scultura marmorea realizzata dallo scultore italiano Ambrogio Borghi nel 1878. Un bozzetto in gesso si conserva nei musei Civici di Monza.

## Storia
L'opera venne scolpita dal Borghi in occasione dell'esposizione universale del 1878, che si svolse a Parigi. In quel periodo, Ambrogio Borghi stava riprendendo in chiave più moderna l'arte manierista di scultori come Benvenuto Cellini e il Giambologna. Alla mostra l'opera venne ammirata dai parigini, tra i quali c'era il direttore della gazzetta delle belle arti, Charles Blanc, che la descrisse con le seguenti parole:
Alla fine dell'esposizione universale, la statua venne venduta all'asta da un tale Alexandre Rossi. Nel 1904 venne messa nuovamente all'asta dopo essere stata nelle collezioni de Somzée. La scultura venne acquistata da un collezionista brussellese, il signor Rouleau, che la espose nella sua casa, in una stanza progettata apposta per lei. La statua rimase nella casa di Rouleau anche dopo la sua morte finché nel 2011 non venne venduta all'asta da Sotheby's per più di cinquantamila sterline.

## Descrizione
L'opera (alta quasi due metri) raffigura Berenice II, una sovrana egizia del periodo tolemaico, divenuta celebre perché, secondo la leggenda, decise di tagliarsi i capelli come voto alla dea Afrodite mentre aspettava il ritorno dalla guerra del marito Tolomeo III Evergete. Quando i capelli sparirono dal tempio, si credette che questi fossero stati portati in cielo dalla dea e tramutati in una costellazione, la Chioma di Berenice appunto.
Berenice è raffigurata in piedi, completamente nuda, con le braccia tese e le dita intrecciate sopra la testa. Il corpo venne modellato dallo scultore così da essere allo stesso tempo leggiadro e aggraziato ma dalle curve sode, a formare una diagonale che dal piede pronto a fare un passo passa per il petto portato in avanti e finisce nelle dita affusolate rivolte verso il cielo. Il suo collo è cinto da una collana con un disco alato ed ella porta un copricapo formato da scaglie e che ai lati della testa presenta due ali di avvoltoio, come per i copricapi indossati dai faraoni che regnarono sull'Egitto prima della conquista macedone. Tra le braccia si nota il volto affranto e lagrimoso della donna (molto probabilmente triste per la decisione che ha deciso di prendere), circondato da alcuni riccioli che anticipano la chioma vera e propria.
La donna ha una criniera folta di capelli lunghissimi che ricadono in trecce sulla schiena, i cui riccioli sembrano selvaggi, carichi di vita e girano su se stessi come dei piccoli vortici: è come se si stessero già allontanando da lei. I capelli svolazzanti richiamano quelli delle statue del primo periodo barocco e spiccano per la loro lavorazione. Dietro i suoi piedi si trova un recipiente dal quale esce dell'incenso sotto forma di fumo, un segno che ella sta per offrire alla dea Afrodite i suoi amati riccioli. L'opera costituisce l'apice della carriera artistica di Borghi, che si sarebbe spento alcuni anni dopo la sua creazione.
La base della statua ha la forma di una colonna egizia e vi è scritto il titolo dell'opera in latino (BERENICIS CRINIS). Sono presenti delle decorazioni con dei simboli classici degli antichi Egizi, come delle ankh (che simboleggiano la vita) e un disco solare con due urei alla base.